# 旭野村
旭野村（あさひのむら）は、熊本県の北部、菊池郡にあった村。

## 歴史
- 1889年4月1日 - 町村制施行。伊萩村、弁利村が合併して菊池郡旭野村が成立。
- 1956年5月1日 - 北合志村と合併して旭志村となり消滅。

## 学校
- 旭野村立旭野小学校